# Бабени (Бузау)
Бабени (рум. Băbeni) насеље је у Румунији у округу Бузау у општини Топличени. Oпштина се налази на надморској висини од 252 m.

## Становништво
Према подацима из 2002. године у насељу је живело 1129 становника, од којих су сви румунске националности.